# Ehrenfried Schenkel
Ehrenfried Schenkel (Basilea, 10 de mayo de 1869 - 1953), también conocido como Ehrenfried Schenkel-Haas, fue un zoólogo suizo especializado en aracnología.
Asimismo hizo importantes aportaciones a la herpetología.

## Biografía
Nacido en Basilea el 10 de mayo de 1869, obtuvo la cátedra de Historia Natural en la Universidad de Basilea en 1892.
Entre 1890 y 1902 fue conservador en el Museo de Historia Natural de Basilea. Allí se relacionó con el herpetólogo Fritz Müller y tuvo la oportunidad de estudiar reptiles, así como peces y crustáceos, pero principalmente centró su atención en los arácnidos a los que posteriormente dedicó todo su tiempo libre.
En 1902 abandonó su cargo de conservador para estudiar Química, pero la química no le acabó de satisfacer y se dedicó a la enseñanza en una escuela de secundaria de Basilea desde 1909 hasta 1935.
Seus estudios se centraron en la fauna aracnológica de Suiza, del Tesino, de Alemania, del Ártico (Islas Feroe, Laponia, Escandinavia), de la China, de la península ibérica y de las islas Canarias, Madeira y Azores.

## Taxones descritos
Schenkel fue el descritor de las siguientes especies, entre otras,: 
- Gallotia stehlini, lacértido endémico de Gran Canaria.
- Mesalina bernoullii, lacértido endémico do Oriente Medio.

(Ver la lista completa de las especies descritas por este autor).

## Algunas publicaciones
- "Schwedisch-chinesische wissenschaftliche Expedition nach den nordwestlichen Provinzen Chinas, unter Leitung von Dr Sven Hedin und Prof. Sü Ping-chang. Araneae gesammelt vom schwedischen Artz der Exped". Arkiv för Zoologi. 29 (A1): 1-314, 1936.
- "Beitrag zur Spinnenkunde". Revue Suisse de Zoologie 46 (3): 95-114. Texto completo en (PDF), 1953.
- "Bericht über einige Spinnentiere aus Venezuela". Verhandlungen der Naturforschenden Gesellschaft in Basel 64: 1-57, 1953.
- "Chinesische Arachnoidea aus dem Museum Hoangho-Peiho in Tientsin". Boletim do Museu Nacional do Rio de Janeiro (N. S., Zool.) '119: 1-108, 1953
- "Ostasiatische Spinnen aus dem Muséum d‘Histoire naturelle de Paris". Mémoires du Muséum National d’Histoire Naturelle de Paris (Série A – Zoologie) 25 (2): 1-481, 1963.

(Ver relación completa de sus poblicaciones en la biografía del GIA).

## Abreviatura
La abreviatura Schenkel se usa para recoñecer a Ehrenfried Schenkel como autoridad en la descripción y taxonomía en zoología.